# Haworthia outeniquensis
Haworthia outeniquensis ist eine Pflanzenart der Gattung Haworthia in der Unterfamilie der Affodillgewächse (Asphodeloideae). Das Artepitheton outeniquensis verweist auf das Vorkommen der Art in den Outeniqua-Bergen in Südafrika.

## Beschreibung
Haworthia outeniquensis wächst stammlos und sprossend. Die aufrechten bis fast aufrechten Laubblätter bilden eine sitzende Rosette mit einem Durchmesser von 4 bis 6 Zentimetern. Die gelblich grüne Blattspreite ist bis zu 6 Zentimeter lang, 0,6 bis 1 Zentimeter breit und 0,2 bis 0,3 Zentimeter dick. Ihre einwärts gebogenen Spitzen tragen eine 2 Millimeter lange Granne. Auf der Blattoberfläche befinden sich durchsichtige zusammenfließende Punkte. Die konvexe Blattoberseite ist mit vier bis fünf Reihen aus auffallenden durchsichtigen Punkten bedeckt. Auf der ebenfalls konvexen Blattunterseite befinden sich drei bis sechs Reihen aus durchscheinenden Punkten. Der scharfe Blattkiel trägt einen bis zu 1 Millimeter langen Dorn. Der Blattrand ist ähnlich bedornt.
Der Blütenstand besteht aus sieben bis 15 Blüten. Die weißen und gelblich grünen Blüten sind 15 Millimeter lang und stehen an 4 bis 6 Millimeter langen Blütenstielen.

## Systematik und Verbreitung
Haworthia outeniquensis ist in der südafrikanischen Provinz Westkap in der Gemeinde Oudtshoorn verbreitet.
Die Erstbeschreibung durch Martin Bruce Bayer wurde 1999 veröffentlicht.

## Nachweise